# August Ferdinand van Brunswijk-Bevern

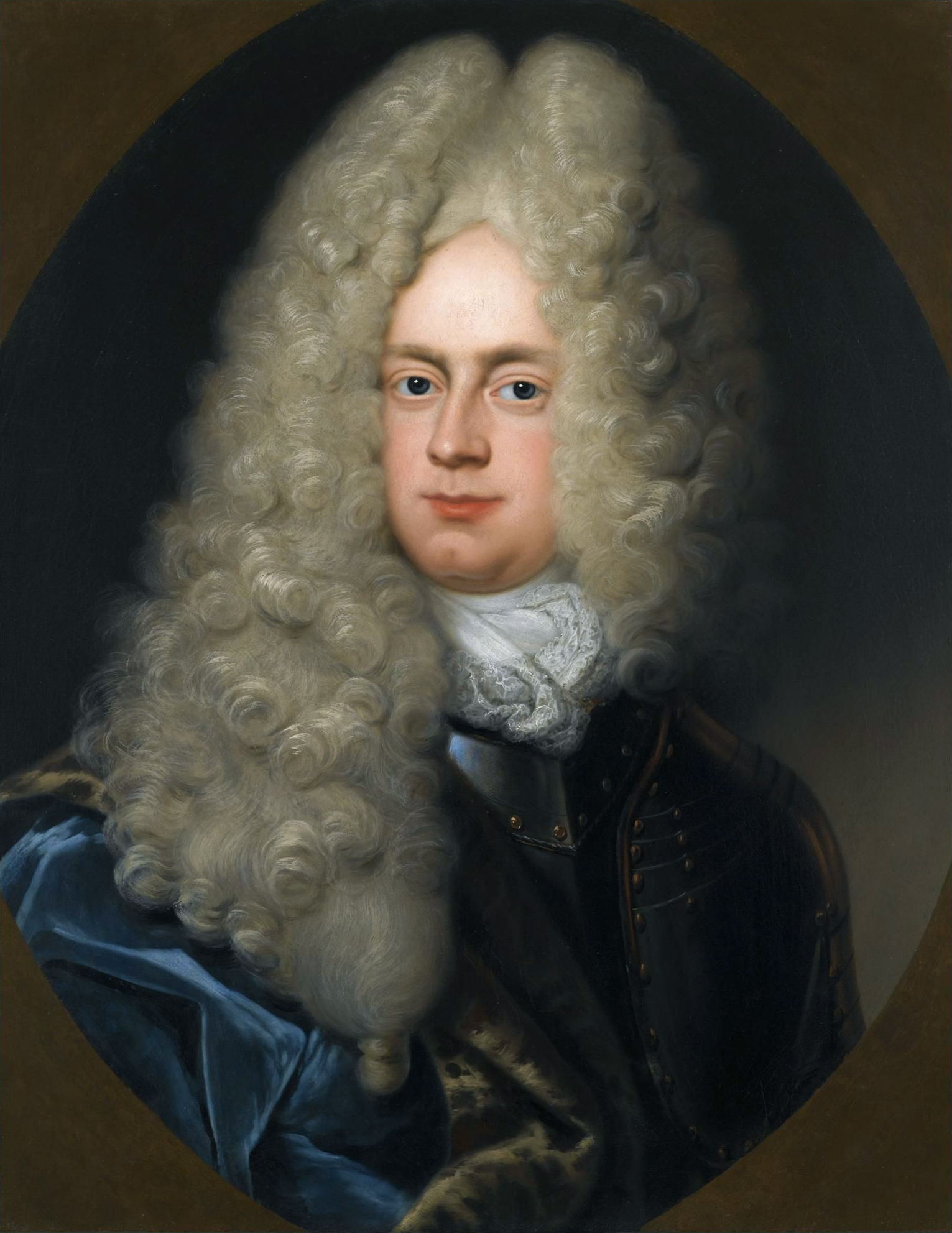
August Ferdinand van Brunswijk-Bevern.

August Ferdinand van Brunswijk-Wolfenbüttel (Bevern, 29 december 1677 – Donauwörth, 2 juli 1704) was generaal-majoor van de Nedersaksische Kreits. Hij behoorde tot het Nieuwere Huis Brunswijk.

## Levensloop
August Ferdinand was de derde zoon van vorst Ferdinand Albrecht I van Brunswijk-Bevern uit diens huwelijk met Christina, dochter van landgraaf Frederik van Hessen-Eschwege.
Na de dood van zijn vader in 1687 werd hij verder opgeleid aan de ridderacademie Rudolph-Antoniana in Wolfenbüttel, die was opgericht door zijn ooms Rudolf August en Anton Ulrich van Brunswijk-Wolfenbüttel. In januari 1692 maakte hij een reis naar Stockholm.
August Ferdinand begon al op jonge leeftijd aan een militaire loopbaan en in 1694 nam hij deel aan de veldtocht van koning Willem III van Engeland in de Spaanse Nederlanden. Terug in Wolfenbüttel werd hij benoemd tot officier van het lijfregiment van zijn oom Anton Ulrich, die tijdens de Negenjarige Oorlog in 1695 deelnam aan het Beleg van Namen. In het daaropvolgende jaar werd hem het commando over de troepen van Brunswijk-Wolfenbüttel toegewezen, die deel uitmaakten van het Rijksleger en tegen de Franse eenheden streden. In 1696 en 1697 reisde hij met zijn jongere broer Ferdinand Albrecht II naar Italië.
Nadat in 1697 de Vrede van Rijswijk werd gesloten, trad August Ferdinand toe tot het Rijksleger en nam hij onder prins Eugenius van Savoye deel aan een veldtocht tegen de Ottomanen in Hongarije. Tijdens de Spaanse Successieoorlog vocht hij als keizerlijk generaal-majoor in het contingent van de Nedersaksische Kreits onder leiding van markgraaf Lodewijk Willem van Baden-Baden en veroverde hij de stad en het slot van Friedberg. In juli 1704 sneuvelde August Ferdinand in de Slag bij Schellenberg, 26 jaar oud, ongehuwd en kinderloos. Hij werd bijgezet in de Dom van Brunswijk.

## Voorouders
| Voorouders van August Ferdinand van Brunswijk-Bevern | Voorouders van August Ferdinand van Brunswijk-Bevern                                                 | Voorouders van August Ferdinand van Brunswijk-Bevern                                                 | Voorouders van August Ferdinand van Brunswijk-Bevern                                                      | Voorouders van August Ferdinand van Brunswijk-Bevern                                                      | Voorouders van August Ferdinand van Brunswijk-Bevern                                              | Voorouders van August Ferdinand van Brunswijk-Bevern                                              | Voorouders van August Ferdinand van Brunswijk-Bevern                                              | Voorouders van August Ferdinand van Brunswijk-Bevern                                              |
| ---------------------------------------------------- | --- | --- | --- | --- | ------------------------------------------------------------------------------------------------- | ------------------------------------------------------------------------------------------------- | ------------------------------------------------------------------------------------------------- | ------------------------------------------------------------------------------------------------- |
| Overgrootouders                                      | Hendrik van Brunswijk-Dannenberg (1533-1598) ∞ Ursula van Saksen-Lauenburg(1545-1620)                | Hendrik van Brunswijk-Dannenberg (1533-1598) ∞ Ursula van Saksen-Lauenburg(1545-1620)                | Johan Albrecht II van Mecklenburg-Schwerin (1590-1636) ∞ Margaretha Elisabeth van Mecklenburg (1584-1616) | Johan Albrecht II van Mecklenburg-Schwerin (1590-1636) ∞ Margaretha Elisabeth van Mecklenburg (1584-1616) | Maurits van Hessen-Kassel (1572-1632) ∞ Juliana van Nassau-Dillenburg (1587-1643)                 | Maurits van Hessen-Kassel (1572-1632) ∞ Juliana van Nassau-Dillenburg (1587-1643)                 | Johan Casimir van Palts-Kleeburg (1589-1652) ∞ Catharina Wasa (1584-1638)                         | Johan Casimir van Palts-Kleeburg (1589-1652) ∞ Catharina Wasa (1584-1638)                         |
| Grootouders                                          | August van Brunswijk-Wolfenbüttel (1579–1666) ∞ Sophia Elisabeth van Mecklenburg-Güstrow (1613-1676) | August van Brunswijk-Wolfenbüttel (1579–1666) ∞ Sophia Elisabeth van Mecklenburg-Güstrow (1613-1676) | August van Brunswijk-Wolfenbüttel (1579–1666) ∞ Sophia Elisabeth van Mecklenburg-Güstrow (1613-1676)      | August van Brunswijk-Wolfenbüttel (1579–1666) ∞ Sophia Elisabeth van Mecklenburg-Güstrow (1613-1676)      | Frederik van Hessen-Eschwege (1617–1655) ∞ 1691 Eleonora van Zweibrücken-Kleeburg (1626-1692)     | Frederik van Hessen-Eschwege (1617–1655) ∞ 1691 Eleonora van Zweibrücken-Kleeburg (1626-1692)     | Frederik van Hessen-Eschwege (1617–1655) ∞ 1691 Eleonora van Zweibrücken-Kleeburg (1626-1692)     | Frederik van Hessen-Eschwege (1617–1655) ∞ 1691 Eleonora van Zweibrücken-Kleeburg (1626-1692)     |
| Ouders                                               | Ferdinand Albrecht I van Brunswijk-Bevern (1636-1687) ∞ Christina van Hessen-Eschwege (1648-1702)    | Ferdinand Albrecht I van Brunswijk-Bevern (1636-1687) ∞ Christina van Hessen-Eschwege (1648-1702)    | Ferdinand Albrecht I van Brunswijk-Bevern (1636-1687) ∞ Christina van Hessen-Eschwege (1648-1702)         | Ferdinand Albrecht I van Brunswijk-Bevern (1636-1687) ∞ Christina van Hessen-Eschwege (1648-1702)         | Ferdinand Albrecht I van Brunswijk-Bevern (1636-1687) ∞ Christina van Hessen-Eschwege (1648-1702) | Ferdinand Albrecht I van Brunswijk-Bevern (1636-1687) ∞ Christina van Hessen-Eschwege (1648-1702) | Ferdinand Albrecht I van Brunswijk-Bevern (1636-1687) ∞ Christina van Hessen-Eschwege (1648-1702) | Ferdinand Albrecht I van Brunswijk-Bevern (1636-1687) ∞ Christina van Hessen-Eschwege (1648-1702) |
| August Ferdinand van Brunswijk-Bevern (1677–1704)    | | | | |                                                                                                   |                                                                                                   |                                                                                                   |                                                                                                   |